# Дулипа
Дулипа (укр. Дуліпа) — река, которая впадает в Замглайскую болотную систему, протекающая по Черниговскому району (Черниговская область, Украина).

## География
Длина — 6,7 км. Бассейн — н/д км².
Русло извилистое, пересыхает. Нижнее течение выпрямлено в канал (канализировано) шириной 5 м и глубиной 2 м. В селе Буянки на реке создан пруд.
Река берёт начало западнее села Буянки. Река течёт на восток. Впадает в канал осушительной системы болота Замглай восточнее села Буянки.
Пойма частично занята заболоченными участками с лугами, крайне мало кустарников и лесов (лесополос).
Притоки: нет
Населённые пункты на реке: Буянки.